# ناصر ودادي
ناصر ودادي هو ناشط موريتاني-أمريكي اشتهر بفضل نشاطه الكبير على وسائل الإعلام خلال الربيع العربي.

## السيرة الذاتية
ودادي هو ابن دبلوماسي موريتاني عمل كسفير لدى إثيوبيا، نيجيريا، ليبيا، بنين ثم سوريا. نشأ ودادي في المقام الأول في سوريا وليبيا. يتحدث بطلاقة اللغات العربية، الإنجليزية، الفرنسية، الإسبانية ثم العبرية. عاد رُفقة أسرته الصغيرة إلى موريتانيا في 1990 ثم شارك ضمنَ حركة المعارضة. غادر في عام 1999 البلاد ثم طلب لجوء سياسي في الولايات المتحدة.

## المسيرة المهنية
انضم ودادي في عام 2007 إلى الكونجرس الإسلامي الأمريكي حيث شغل منصب مدير الحقوق المدنية. ساعد في عام 2009 النيابة العامة في فهم مصادر التطرف في المجتمع الإسلامي. وغادر الكونجرس الإسلامي الأمريكي في نيسان/أبريل من عام 2014.
في عام 2011 وخلال أحداث الربيع العربي؛ استعمل ودادي تويتر، فيسبوك ومدونات على النت لتدريب الناشطين في الشرق الأوسط كما لفت انتباه وسائل الإعلام إلى القضايا الهامة والتطورات. زادت شهرة ودادي بعدما تبيّن أن وسائل الاعلام الاجتماعية قد لعبت دورًا مهمًا في تلك الثورات وقد ساهم هو الآخر في ذلك. يُنسب الفضل لودادي في المساهمة في إطلاق العديد من السجناء السياسيين والمدونين في منطقة الشرق الأوسط وشمال أفريقيا.
شارك ودادي في عام 2012 في تحرير الصحفي صوهراب أحمري صاحب مختارات أحلام الربيع العربي. زادت شهرة ودادي بعدما تكلمت عنه عشرات الجرائد الشهيرة والعالمية مثل صحيفة نيويورك تايمز، إنترناشيونال هيرالد تريبيون، وول ستريت جورنال، بوسطن غلوب، بالتيمور صن كما ظهر في العديد من وسائل الإعلام الأخرى. جدير بالذكر هنا أن ناصر قد تورّط مع وكالات إنفاذ القانون مثل مكتب التحقيقات الفيدرالي الذي اتهمه بالحث والتحريض على أنشطة «متطرفة».